# Аптека Штримера
Аптека Штримера — старинный особняк в Таганроге (ул. Петровская, 61, на момент строительства в 1871 году — ул. Петровская, 33).

## История
Кирпичное одноэтажное здание было выстроено по чертежам 1871 года для аптекарского провизора Моисея (Михаила) Осиповича Штримера. Только из его подвалов в 1870-х годах в Таганроге разрешалась продажа бутылками кавказских минеральных вод.
После смерти Моисея Штримера в феврале 1880 года «от удара» в возрасте 44-х лет имение перешло в собственность его жены Надежде Давидовне Штример, где со своими детьми Александром (1866) и Пеленой (1869) она проживала до 1925 года. Аптекарский магазин продолжал действовать. Крайне редкий для Таганрога случай, когда со дня постройки в 1872 году и до 1925 года, когда здание муниципализировали, домовладение принадлежало одной семье.
В 1912 году в здании функционировала «Большая петровская аптека Н. Штример», в которой на правах аренды работал провизор М. А. Варинберг. Аптека предлагала патентованные средства и предметы ухода за больными, а также натуральные минеральные воды.
В 1912 году в подвале размещалась шашлычная «Арарат».
В дни немецкой оккупации (1941-1943) находился отдел ЗАГСа, в котором по распоряжению немецких властей предписывалась обязательная регистрация всех граждан перед церковным обрядами крещения, венчания и погребения.
В настоящее время в здании расположен отдел № 15 Управления федерального казначейства по Ростовской области.

## Архитектурные особенности
Полутораэтажный особняк Штримера выделяется из городской среды применением «необарочного» декора.

## Известные обитатели
- Парнох, Яков Соломонович (1847—1912) — провизор, владелец аптек, член городской Думы Таганрога, почётный гражданин Таганрога[4]